# Arieșul Turda
FC Arieșul Turda ist ein rumänischer Fußballverein aus Turda, der seit 2012 in der dritten rumänischen Fußballliga, der Liga III spielt. Er konnte im Jahr 1961 den rumänischen Pokal gewinnen, spielte aber noch nie in der höchsten rumänischen Fußballliga, der Liga 1.

## Geschichte
Arieșul Turda wurde im Jahr 1922 unter dem Namen Muncitorul Turda gegründet (Muncitor ist das rumänische Wort für Arbeiter). In den 1920er-Jahren gelang es dem Verein nicht sich für die Endrunde um die rumänische Fußballmeisterschaft zu qualifizieren, da er sich gegen die regionalen Konkurrenten von Victoria und Universitatea Cluj nicht durchsetzen konnte. Als im Jahr 1932 die Profiliga Divizia A gegründet worden war, war Muncitorul folglich nicht dabei. Erst im Jahr 1937 gelang es dem Verein sich erstmals für die überregionale Ebene zu qualifizieren. In der Gruppe Nord der neu gründeten Divizia C reichte es aber nur zum letzten Platz, in der Folgesaison zog sich der Verein zur Mitte der Saison vom Spielbetrieb zurück.
Da die Divizia C in der Nachkriegszeit nicht regelmäßig ausgetragen wurde, kehrte der Verein erst 20 Jahre später unter dem neuen Namen Flamura Turda, den er im Jahr 1950 angenommen hatte, in die überregionalen Meisterschaften zurück. Nach dem Aufstieg änderte er seinen Namen in Arieșul Turda – benannt nach dem Fluss Arieș, an dem Turda liegt. In der Saison 1961/62 gelang Arieșul der größte Erfolg der Vereinsgeschichte. Mittlerweile in der zweitklassigen Divizia B spielend konnte der Verein unter Trainer Ștefan Wetzer das rumänische Pokalfinale erreichen und sich dort gegen Rapid Bukarest mit 2:1 durchsetzen. Da das Spiel erst im November 1961 stattgefunden hatte, konnte Arieșul aber nicht am Europapokal der Pokalsieger teilnehmen. In der gleichen Saison schaffte der Verein mit dem sechsten Platz auch das beste Ergebnis im Ligenbetrieb.
Der Verein konnte nicht an die Erfolge anknüpfen. Arieșul erlebte in der zweiten Hälfte der 1960er-Jahre turbulente Zeiten. Nach dem Abstieg aus der Divizia B im Jahr 1964 und dem sofortigen Wiederaufstieg wurde der Verein nach unten durchgereicht und fand sich in der Saison 1967/68 in der Viertklassigkeit wieder. Nach der umgehenden Rückkehr in die Divizia C spielte Arieșul von 1973 bis 1977 erneut in der zweithöchsten Spielklasse. Im Jahr 1975 änderte der Verein seinen Namen in Sticla Arieșul Turda. Zu Beginn der 1980er-Jahre unternahm er mehrere vergebliche Versuche, in die Divizia B zurückzukehren, scheiterte aber jeweils knapp. Nach dem Aufstieg 1984 folgten erneut turbulente Jahre. Dem sofortigen Abstieg und dem Wiederaufstieg 1987 folgten von 1990 bis 1991 und von 1992 bis 1994 erneute Zeiten in den regionalen Ligen. Seitdem geht die Entwicklung des Vereins stetig nach oben. Kämpfte er zunächst um den Klassenerhalt, konnte er in den folgenden Jahren in den Kampf um den Aufstieg eingreifen. Seit 1999 heißt der Klub wieder Arieșul Turda.
Im Jahr 2007 gelang schließlich unter Trainer Victor Roșca die Rückkehr in die zweithöchste Spielklasse. Nach sieben Spieltagen der Saison 2006/07 wurde er durch Alexandru Nistor ersetzt, der allerdings keine gültige Trainerlizenz besaß. Um eine Verbandsstrafe zu vermeiden, wurde daraufhin am 8. November 2007 Mircea Bolba, der bisherige Trainer von Talna Orașu Nou in der Liga IV, unter Vertrag genommen. Im Januar 2008 kehrte Victor Roșca als Chefcoach zurück. Im Juni 2008 wurde Alexandru Pelici als Trainer verpflichtet. Nach vier Niederlagen in den ersten vier Meisterschaftsspielen der Liga II 2009/10 sowie dem Ausscheiden in der Cupa României 2009/10 gab Pelici am 5. September 2009 seinen Rücktritt bekannt. Nachfolger bei dem Tabellenletzten wurde am 7. September 2009 Marin Tudorache, der nach einem schwachen Rückrundenstart am 12. April 2010 entlassen wurde. In den letzten zehn Saisonspielen wurde der Klub von Dorel Mureșan betreut, mit dem der zehnte Tabellenrang erreicht wurde. Zum Auswärtsspiel am 11. Juni 2010 bei CS Otopeni durfte Arieșul am letzten Spieltag nicht mehr antreten, da eine Rate der Transfersumme für Rareș Forika nicht pünktlich an Tricolorul Breaza überwiesen worden war. Nach Saisonende wich Trainer Mureșan dem bisherigen Torwarttrainer Marcel Rusu, der dem Verein als Torwarttrainer erhalten blieb, als er am 19. Oktober 2010 von Florin Fabian als Chefcoach abgelöst wurde. Am 12. September 2011 wurde Fabian entlassen und zwei Tage später durch George Ciorceri ersetzt.
Nach dem Ende der Hinrunde 2011/12 lag Arieșul auf dem letzten Tabellenplatz und stand unmittelbar vor dem Rückzug aus der Meisterschaft, da Spieler und Jugendtrainer seit mehreren Monaten keine Gehälter mehr ausgezahlt bekommen hatten.

## Erfolge
- Rumänischer Pokalsieger: 1961
- Aufstieg in die Divizia B bzw. Liga II: 1965, 1973, 1984, 1987, 2007

## Ehemalige Trainer
- Stelian Gherman (1999 bis 2000)
- Dorel Mureșan (vor 2006, 13. April 2010 bis Juni 2010)
- Victor Roșca (bis September 2007, Januar 2008 bis 2008)
- Alexandru Nistor (September 2007 bis 8. November 2007)
- Mircea Bolba (8. November 2007 bis Januar 2008)
- Alexandru Pelici (Juni 2008 bis 5. September 2009)
- Marin Tudorache (7. September 2009 bis 12. April 2010)
- Marcel Rusu (24. Juni 2010 bis 19. Oktober 2010)
- Florin Fabian (19. Oktober 2010 bis 12. September 2011)
- George Ciorceri (seit 14. September 2011)